# ارواح دوست‌دخترهای سابق
ارواح دوست‌دخترهای سابق (به انگلیسی: Ghosts of Girlfriends Past) فیلمی کمدی رمانتیک است محصول سال ۲۰۰۹ به کارگردانی مارک واترز است. در این فیلم بازیگرانی همچون متیو مک‌کانهی، جنیفر گارنر، برکین میر، لیسی چابرت، رابرت فورستر، آن آرچر، اما استون، مایکل داگلاس و کریستینا میلان ایفای نقش کرده‌اند.

## خلاصه داستان
کانر مید(متیو مک‌کانهی) مرد خوشگذرانی است که با دختران زیادی رابطه داشته است. برادر او پل که می‌خواهد ازدواج کند او را برای جشن عروسی خودش دعوت می‌کند او که با ازدواج مخالف است تمام سعی خود را برای برهم زدن ازدواج برادرش می‌کند.
و حتی با افشای رابطه برادرش با یکی از ساقدوش‌ها کار را به دعوای پل و نامزدش ساندرا می‌کشاند. روح عمویش به دیدن کانر می‌آید، او به کانر می‌گوید تو دقیقاً مانند من شدی و این اصلاً خوب نیست عمو وین (مایکل داگلاس) هم مانند کانر مجرد بود و راه زندگی به این شکل را او به کانر یاد داده بود. عمو وین به کانر گفت امشب روح سه زن به دیدن تو می‌آیند. سه روح که یکی نماد دوست دخترهای سابق و دیگری حال و یکی دیگر هم نمادی از آینده است که به ترتیب به دیدار تو می‌آیند.
آنها بلایی که او سر احساسات دخترها آورده را به او نشان می‌دهند همچنین او می‌بیند جنی پروتی (جنیفر گارنر) دختری که او واقعاً دوستش داشته با مردی دیگر ازدواج می‌کند و همچنین برادرش پل به خاطر کارهای او و برهم خوردن عروسی تا پایان زندگی مجرد می‌ماند و در آینده تنها کسی که در مراسم تدفین او شرکت می‌کند برادرش است چون او مجرد بوده و کانر و برادرش هیچ‌کدام خانواده‌ای ندارند.
صبح روز بعد کانر آدم دیگری شده وقتی می‌بیند عروسی به هم خورده خودش به دنبال ساندرا می‌رود و او را متقاعد می‌کند برگردد تا با برادرش ازدواج کند و مراسم ازدواج برگزار می‌شود. خودش هم به جنی پیشنهاد ازدواج می‌دهد.

## بازیگران
- متیو مک‌کانهی در نقش کانر مید
- جنیفر گارنر در نقش جنی پروتی
- مایکل داگلاس در نقش وین مید
- برکین میر در نقش پل مید
- لیسی چابرت در نقش ساندرا ولکام
- اما استون در نقش آلیسون واندرمیش، روح دوست دختر گذشته
- دانیل سانجاتا در نقش براد فریی
- نورین دیوالف در نقش ملانی، دوست دختر حال
- رابرت فورستر در نقش سرجوخه مرویس ولکام
- آن آرچر در نقش وندا ولکام
- امیلی فوکسلر در نقش نادجا
- کاملی گویتی در نقش دونا
- کریستینا میلان در نقش کالیا
- آماندا والش در نقش دنیس
- ریچل بوستون در نقش دنا
- آلبرت ام.چان در نقش سم
- کریستا بی آلن در نقش جوانی جنی پروتی